# Sabine Karsenti
Pour les articles homonymes, voir Karsenti.
Sabine Karsenti est une actrice canadienne francophone.

## Biographie
Sabine Karsenti est comédienne depuis l’âge de 12 ans. De Montréal à Los Angeles, Sabine Karsenti a joué au cinéma et à la télévision, tant en français qu’en anglais. Au grand écran, on a pu la voir dans le rôle de Chrissie aux côtés de John Travolta, Forest Whitaker et Barry Pepper dans Battlefield Earth - Terre champ de bataille (Warner Bros.) Elle a également tenu plusieurs autres premiers rôles, notamment dans The Favorite Game, Musketeers Forever et Bonjour Timothy, tourné en Nouvelle-Zélande. Les Québécois ont pu la voir également dans les longs métrages 1er juillet et Cadavre exquis, première édition, présenté lors du Festival des films du monde de Montréal 2006. Elle a aussi fait partie de la distribution des films américains Time Bomb, mettant en vedette David Arquette et A Perfect Marriage. 
Au petit écran, Sabine a tenu le premier rôle de la série The Crow (Universal) dans lequel elle incarnait Shelly Webster. Elle a également joué dans Ent'Cadieux, Jasmine, Watatatow et Hercules (Universal Studios). Elle est diplômée de l’Institute of Acting (Los Angeles et New York) de Lee Strasberg et du Conservatory of Acting (L.A. and New York) de Stella Adler.

## Filmographie
- 1989 : Laura Laur
- 1995 : Bonjour Timothy : Michelle Dubois
- 1998 : Musketeers Forever
- 1998 : The Crow : Shelly Webster
- 2000 : Battlefield Earth - Terre champ de bataille : Chrissy
- 2003 : Jeu de l'ange, Le / The favorite game
- 2004 : Premier juillet, le film : Kate
- 2006 : Sous haute tension (Time Bomb) (TV) : Deanne Mitchell
- 2006 : Cadavre exquis, première édition : Maya
- 2010 : La Cité de Kim Nguyen : Malika
- 2017 : Identités  : Saleswomen